# Liste der Kulturdenkmäler in Kruft
In der Liste der Kulturdenkmäler in Kruft sind alle Kulturdenkmäler der rheinland-pfälzischen Ortsgemeinde Kruft aufgeführt. Grundlage ist die Denkmalliste des Landes Rheinland-Pfalz (Stand: 27. Oktober 2023).

## Denkmalzonen
| Bezeichnung                    | Lage                                                 | Baujahr | Beschreibung                                      | Bild                           |
| ------------------------------ | ---------------------------------------------------- | ------- | ------------------------------------------------- | ------------------------------ |
| Denkmalzone Jüdischer Friedhof | Bundesstraße, am Rand des allgemeinen Friedhofs Lage | um 1930 | um 1930 angelegt; zwei Bestattungen 1932 und 1935 | weitere Bilder Fotos hochladen |

## Einzeldenkmäler
| Bezeichnung                                    | Lage                                        | Baujahr                                     | Beschreibung | Bild                                    |
| ---------------------------------------------- | ------------------------------------------- | ------------------------------------------- | --- | --------------------------------------- |
| Bildstock                                      | Am Wasserwerk Lage                          |                                             | Bildstock, Schöpflöffelform | Fotos hochladen                         |
| Wildberger Hof                                 | Bachstraße 5 Lage                           | 18. Jahrhundert                             | Hof der Abtei Laach; barocker Mansardwalmdachbau, 18. Jahrhundert | Fotos hochladen                         |
| Bahnhof Kruft                                  | Bahnhofstraße 22 Lage                       | um 1877/78                                  | Tuffquaderbau mit Basaltquadergliederung, um 1877/78 | Fotos hochladen                         |
| Wohnhaus                                       | Bahnhofstraße 35/37 Lage                    | um 1910/20                                  | Doppelhaus; stattlicher neubarocker Mansardwalmdachbau, um 1910/20 | Fotos hochladen                         |
| Kapelle                                        | Bundesstraße Lage                           | erste Hälfte des 19. Jahrhunderts           | neugotischer Saal, erste Hälfte des 19. Jahrhunderts | Fotos hochladen                         |
| Wegekreuz                                      | Burgasse Lage                               |                                             | Wegekreuz mit neubarockem Altaraufsatz, barocker Auszug | BW                                      |
| Stadtmauer                                     | Große Gasse                                 |                                             | Mauerreste der Stadtmauer | weitere Bilder Fotos hochladen          |
| Propstei der Abtei Laach                       | Große Gasse 21 Lage                         | 1719                                        | Propstei der Abtei Laach mit integrierter Kapelle (geweiht 1719); stattlicher zwölfachsiger barocker Mansardwalmdachbau mit Dachreiter über der Apsis; Wappen des Abtes Michael Godarth (1711–18), der den Bau initiierte; bauliche Gesamtanlage mit ummauertem Garten (unter anderem mit Neubau des Kindergartens) und Gehöft mit Stall, bezeichnet 1762                                                | Fotos hochladen                         |
| Kreuze                                         | Große Gasse, Ecke Bundesstraße Lage         | 18. und 19. Jahrhundert                     | Grabkreuz, 1811; Wegekreuz mit Kreuzigungsgruppe, bezeichnet 1757 | weitere Bilder Fotos hochladen          |
| Torbogen                                       | Hochstraße, an Nr. 1 Lage                   | 1604                                        | Torbogen, bezeichnet 1604 | Fotos hochladen                         |
| Römerkeller                                    | Hochstraße, Ecke Brückenstraße Lage         |                                             | Römerkeller | Fotos hochladen                         |
| Katholische Kirche St. Dionysius und Sebastian | Kirchstraße Lage                            | 1722                                        | barocker Chor, ein Joch und Westturm, bezeichnet 1722; Turmaufstockung 1839/40, Architekt Johann Claudius von Lassaulx, neubarocke Haube 1912; barockisierender Halle, Architekt Peter Marx, Trier, unter querhausartiger Einbeziehung der älteren Kirche; Gesamtanlage mit altem Friedhof | weitere Bilder Fotos hochladen          |
| Kriegerdenkmal                                 | Kirchstraße, vor der Kirche Lage            | um 1920                                     | Kriegerdenkmal, Anlage mit Soldat und Engel | Fotos hochladen                         |
| Friedhofskreuz und Grabkreuze                  | Kirchstraße, auf dem alten Friedhof Lage    | 17. bis 19. Jahrhundert                     | neugotisches Friedhofskreuz, 19. Jahrhundert; 50 Grabkreuze, vornehmlich aus dem 17. und 18. Jahrhundert | Fotos hochladen                         |
| Rathaus                                        | Kolpingplatz 1 Lage                         | Mitte des 19. Jahrhunderts                  | ehemalige Schule; Basaltbruchstein, Mitte des 19. Jahrhunderts | Fotos hochladen                         |
| Wohnhaus                                       | Kretzer Straße 21 Lage                      | 18. Jahrhundert                             | Fachwerkhaus, teilweise massiv, 18. Jahrhundert | Fotos hochladen                         |
| Friedhofskreuz                                 | Kretzer Straße, auf dem Neuen Friedhof Lage | 20. Jahrhundert                             | Friedhofskreuz, 20. Jahrhundert | weitere Bilder Fotos hochladen          |
| Pinger Mühle                                   | Maisloch 24 Lage                            | spätes 18. oder Anfang des 19. Jahrhunderts | Gebäudekomplex; Krüppelwalmdachbau, spätes 18. oder Anfang des 19. Jahrhunderts, Scheune, bezeichnet 1833 | weitere Bilder Fotos hochladen          |
| Kapelle                                        | Ochtendunger Straße Lage                    | 19. Jahrhundert                             | Kapelle, neugotischer Saalbau, 19. Jahrhundert; innen zwei Reliefs, frühes 19. Jahrhundert | weitere Bilder Fotos hochladen          |
| Wegekreuz                                      | Wingertsberg Lage                           | 1894                                        | Wegekreuz, bezeichnet 1894 | weitere Bilder Fotos hochladen          |
| Kapelle                                        | Wingertsberg Lage                           | zweite Hälfte des 19. Jahrhunderts          | Kapelle, neugotischer Bruchsteinsaalbau, zweite Hälfte des 19. Jahrhunderts | weitere Bilder Fotos hochladen          |
| Kapelle                                        | östlich des Ortes Lage                      |                                             | Johanneskapelle am Korretsberg, frühes 20. Jahrhundert | weitere Bilder Fotos hochladen          |
| Bahnerhof                                      | südlich des Ortes Lage                      | 13. Jahrhundert                             | ehemalige Wasserburg der Prämonstratenserabtei Rommersdorf, doppelte Gräben erhalten, große Vierflügelanlage der Barockzeit, möglicherweise älterer Kern aus dem 13. Jahrhundert; Wohngebäude, bezeichnet 1739, Krüppelwalmdachbauten, Spitzbogenportal, 16. Jahrhundert, bezeichnet 1741; Kapelle, bezeichnet 1741; Bildstock, 16. Jahrhundert; Wegekreuz, bezeichnet 1703, erneuert 1912; Gesamtanlage | Fotos hochladen                         |
| Kapelle                                        | südlich des Ortes am Wellinger Weg Lage     | 1801                                        | Kapelle, Mansardwalmdachbau, zweibogiger Eingang, bezeichnet 1801; Grabkreuz, 1910; Wegekreuz, 1813 | Fotos hochladen                         |
| Kreuz                                          | südöstlich des Ortes an der K 52            | 16. Jahrhundert                             | Kreuz, Stein, 16. Jahrhundert | Direkt Bild zu diesem Denkmal hochladen |
| Wegekreuz                                      | südöstlich des Ortes an der K 52 Lage       | 1662                                        | Wegekreuz, bezeichnet 1662 | weitere Bilder Fotos hochladen          |
| Wegekreuz                                      | südöstlich des Ortes an der K 52 Lage       | 1690                                        | Wegekreuz, bezeichnet 1690 und 1882 | weitere Bilder Fotos hochladen          |
| Wegekreuz                                      | südwestlich des Ortes                       | 17. Jahrhundert                             | Basaltkreuz mit Stifterinschrift, 17. Jahrhundert | Direkt Bild zu diesem Denkmal hochladen |
| Wegekreuz                                      | südwestlich des Ortes                       | 1659                                        | Wegekreuz, bezeichnet 1659 | Direkt Bild zu diesem Denkmal hochladen |